# Geometry Dash
Geometry Dash este o serie de jocuri video Platformer muzical dezvoltate de dezvoltatorul suedez Robert Topala, cunoscut și sub numele de RobTop. Primul joc, cunoscut simplu sub numele de Geometry Dash, a fost lansat pe 13 august 2013 pe iOS și Android, iar o versiune Steam a fost lansată pe 22 decembrie 2014. În Geometry Dash, jucătorii controlează mișcarea unei pictograme și navighează de-a lungul nivelurilor bazate pe muzică, evitând în același timp obstacole precum țepuri care distrug instantaneu pictograma la impact.
Geometry Dash constă în prezent din 27 de niveluri oficiale (23 dintre care sunt de tip „classic”, inclusiv nivelul de scurtă durată „The Challenge”, iar alte 4 fiind de tip „platformer”) . Este bine cunoscut pentru sistemul său extins de creare a nivelurilor, în care jucătorii își pot crea propriile cursuri personalizate, le pot partaja online și pot juca cursuri concepute de alți jucători. Au fost create peste 90 de milioane de niveluri personalizate. În plus față de nivelurile oficiale, anumite niveluri create de utilizatori au fost prezentate în conținutul jocului, cum ar fi map pack-uri, gauntlet-uri, Hall of Fame, nivelul zilnic non-demon, demonul săptămânal și bara de căutare. Monedele din joc, cum ar fi stele, monede secrete, monede utilizator (numai verificate), globuri de mana, diamante sau luni pot fi obținute din cufere, sau nivelurile oficiale (în care pot fi obținute doar monede secrete) și niveluri create de utilizatori (în care pot fi obținute doar monede de utilizator).
Pe lângă jocul original, au fost realizate alte 3 jocuri spin-off din serie: Geometry Dash Meltdown, Geometry Dash World și Geometry Dash SubZero.

## Gameplay
În funcție de platforma pe care se joacă jocul, Geometry Dash poate fi jucat cu un ecran tactil, tastatură, mouse sau gamepad. Jucătorul manipulează mișcarea pictogramei lor prin apăsare sau clic, cu obiectivul de a finaliza un nivel prin atingerea sfârșitului acestuia. Dacă jucătorul se izbește de un obstacol, nivelul repornește de la început, o excepție fiind în modul Practice, unde utilizatorul poate plasa puncte de salvare pentru a examina sau exersa un nivel fără a-l finaliza oficial. Timpul și ritmul muzicii din joc sunt părți cheie ale jocului, adesea în relație unul cu celălalt.
În joc, pictograma jucătorului ia forma unuia dintre cele șapte vehicule diferite, fiecare dintre ele comportându-se diferit cu fiecare interacțiune. Mișcarea jucătorului este și mai complicată de portaluri, care îi permit jucătorului să schimbe între vehicule, să inverseze direcția gravitației, să schimbe dimensiunea vehiculului, să schimbe viteza vehiculului, să oglindească direcția de mișcare sau să se teleporteze. În plus, orb-urile și pads-urile pot fi folosite pentru a muta jucătorul în anumite direcții sau pentru a schimba gravitația.
Există 22 de niveluri oficiale în versiunea completă Geometry Dash, dintre care 19 sunt deblocate la instalare. Fiecare nivel acordă recompense la finalizare și conține 3 monede secrete, care sunt necesare pentru a debloca cele trei niveluri blocate. Pentru nivelurile oficiale, nivelurile progresează în mod constant în dificultate, care este clasificată în 6 niveluri: easy, normal, hard, harder, insane și demon. Jucătorii pot câștiga realizări care deblochează recompense, cum ar fi pictograme sau culori. Jucătorii pot folosi, de asemenea, trei magazine care folosesc o monedă din joc pentru a achiziționa pictograme sau culori.
Versiunea completă a jocului de asemenea oferă capacitatea de a încărca și descărca niveluri create de utilizatori. Jucătorul care creează un nivel trebuie să își finalizeze nivelul cu toate monedele plasate de el în modul normal înainte de a putea fi încărcat, proces cunoscut sub numele de verificare. Modificările după verificare vor face ca nivelul să fie neverificat din nou.  Unele niveluri personalizate au o dificultate determinată de Topala. Creatorul unui anumit nivel și moderatorii jocului de asemenea pot influența această decizie. În nivelurile create de utilizator, există 12 dificultăți: cinci care sunt folosite și în nivelurile oficiale, o dificultate N/A, o dificultate automată pentru niveluri care nu necesită clicuri pentru finalizare, și cinci variații ale dificultății demon: Easy Demon, Medium Demon, Hard Demon, Insane Demon și Extreme Demon. În anumite niveluri create de utilizatori aprobate, fiecare dificultate recompensează un anumit număr de stele la finalizare.

## Dezvoltare
Potrivit lui Topala, jocul a început ca un proiect care s-ar fi putut muta în orice direcție. El a făcut observațiile: „a început pur și simplu ca un șablon cu un cub care se putea prăbuși și să sară” și „nu a existat într-adevăr un plan detaliat”. El l-a dezvoltat anterior pentru computer, dar mai târziu și-a modificat planul și a încercat să-l transforme într-un joc mobil. Topala a fost inspirat de „The Impossible Game” și i-a luat aproximativ patru luni pentru a crea jocul și a-l publica în App Store și Google Play. În versiunea beta, jocul se numea Geometry Jump, dar ulterior a fost schimbat în Geometry Dash. Jocul este dezvoltat pe motorul de joc Cocos2d⁠(d).
La lansare, Geometry Dash avea doar șapte niveluri, care acum sunt gratuite pentru a fi jucate în versiunea Lite a jocului, alături de alte șase niveluri lansate în actualizările ulterioare în versiunea completă. Curând a câștigat o popularitate serioasă în întreaga lume, în special în Canada, unde a obținut titlul de cea mai populară aplicație pentru iPhone plătită în iunie 2014. Există patru versiuni gratuite ale jocului, una fiind Geometry Dash Lite care în prezent (începând cu actualizarea Lite 2.2) include primele 13 niveluri din versiunea completă.
Pe 14 august 2021, Topala a încărcat pe canalul său YouTube un videoclip arătând versiunea 2.2, prima actualizare majoră din ultimii 5 ani. Acesta a fost lansat pe data de 20 decembrie 2023.

## Recepție
Jocul a primit recenzii în general pozitive din partea criticilor. Softpedia a complimentat stilul și provocarea jocului pe care acesta le aduce, spunând: „Deși uneori poate deveni puțin frustrant, puteți oricând să finalizați etapele folosind modul de practică și apoi să sari în multe niveluri diferite create de utilizatori”. 148Apps a oferit jocului o recenzie pozitivă, afirmând: „Geometry Dash oferă toată provocarea așteptată de la un joc „imposibil”, făcându-l și mai accesibil pentru nou-veniți”. Geometry Dash a fost, de asemenea, enumerat de recenzantul Chris Morris pe site-ul web Common Sense Media ca un joc video prietenos pentru copii, cu care părinții își puteau lăsa copiii să se joace, afirmând că jocul este o „modalitate bună de a gestiona frustrarea” și că „familiile pot vorbi de asemenea despre ritm și bucuria de a dansa în timp cu muzică” Pe App Store, Geometry Dash s-a clasat pe locul 2 pentru Top 10 jocuri plătite pentru iPad și pe locul 7 pentru Top 10 jocuri plătite pentru iPhone în 2018.

### Alte ediții
Pentru Geometry Dash World, Gamezebo a lăudat captivarea jocului și stilurile de joc decente, deși recenzentul a remarcat că nu a fost „cel mai interesant joc pe-acolo”. Gerson Noboa de la AndroidGuys a lăudat spin-off-ul Geometry Dash, afirmând că „Geometry Dash World este un plus demn la arsenalul tău de joc. Datorită elementelor grafice și sonore strâns conectate, jocul oferă o experiență minunată, integrată, care este rar întâlnită în jocurile din Play Store”.

## Spin-off-uri

### Geometry Dash Lite
Geometry Dash Lite este o versiune gratuită a jocului cu reclame și restricții de gameplay. Geometry Dash Lite are 13 niveluri, dar nu are capacitatea de a crea și a juca niveluri personalizate create de utilizatori. De asemenea, are o selecție mult mai limitată de opțiuni de personalizare a personajelor, lipsind multe dintre pictogramele și culorile care pot fi folosite în jocul complet.

### Geometry Dash Meltdown
Pe 16 decembrie 2015, Topala a anunțat un joc spin-off intitulat Geometry Dash Meltdown, care a fost lansat pe 19 decembrie 2015, pentru iOS și Android. Începând cu actualizarea 1.0, acesta include 3 niveluri, cu melodiile lui F-777. Jocul a prezentat pictograme noi din versiunea 2.1 și caracteristici în niveluri adăugate în versiunea 2.0 a jocului original.

### Geometry Dash World
Pe 21 decembrie 2016, Robert Topala a anunțat un al doilea joc spin-off intitulat Geometry Dash World, spunând că va apărea în aceeași zi. În prezent (începând cu actualizarea 1.0) include 2 lumi cu 5 niveluri în fiecare lume, pictograme noi 2.1, un magazin, un nou seif, misiuni zilnice, niveluri și recompense și cufere secrete create pentru a prezenta unele dintre noile caracteristici 2.1 care au fost incluse în actualizarea versiunii complete.

### Geometry Dash SubZero
Pe 12 decembrie 2017, Robert Topala a anunțat un al treilea joc spin-off intitulat Geometry Dash SubZero, care a fost lansat pe 21 decembrie 2017. Este format din trei niveluri. În prezent, este cel mai recent joc de sine stătător lansat în serie și primul care oferă unele caracteristici ale actualizării 2.2 nelansate (din februarie 2022) a jocului principal, inclusiv funcții din actualizare, cum ar fi pictograme noi și controlul camerei.